# Heinz Günther Guderian
Heinz Günther Guderian est un officier allemand né le 23 août 1914 à Goslar et mort le 25 septembre 2004 à Bonn. Il est d'abord officier dans la Wehrmacht puis, après la Seconde Guerre mondiale, il est nommé major-général puis inspecteur des troupes blindées dans l'armée ouest-allemande (Bundeswehr) et à l'OTAN. Il est le fils du général Heinz Guderian et de son épouse Margarete Goerne.

## Biographie

### Enfance et jeunesse
Né à Goslar (Basse-Saxe), Heinz Günther Guderian entre dans l'armée allemande comme cadet le 1er avril 1933.

### Carrière militaire
Heinz Günter Guderian est promu second lieutenant en 1935 et sert comme chef de section, adjudant de bataillon et de régiment et commandant de compagnie dans un régiment blindé (1er et 35e Panzer).

### Seconde Guerre mondiale
Il combat pendant l'invasion de la Pologne (1939) et est blessé deux fois pendant la bataille de France en 1940. Il est breveté de l'école d'état-major en 1942 et sert comme officier d'état-major dans différentes unités blindées jusqu'à son affectation comme officier d'opérations de la 116e division de Panzers, en mai 1942, une position qu'il garde jusqu'à la fin de la guerre en 1945.

### Après 1945
Après la création de la Bundeswehr, Guderian revient dans l'armée et se voit confier le commandement du Panzerbattalion 3 (plus tard 174) et ensuite de la 14e Panzerbrigade (de). Il sert dans différentes affectations d'état-major, culminant en service comme inspecteur de l'arme blindée (le même emploi que son père dans la Seconde Guerre mondiale) pour la Bundeswehr. Il exerce les mêmes fonctions au sein de l'OTAN. Il prend sa retraite en 1974.

## Décorations
- Croix de fer (1939, première et deuxième classe)

- Croix de chevalier de la croix de fer

- Insigne des blessés en argent
- Insigne de combat des blindés en argent
- Médaille de service de longue durée de la Wehrmacht
- Ordre de l'Épée (commandant de 1ère classe, 15 mai 1972)
- Grand croix du Mérite (21 décembre 1972)